# Wessel Roux
Pour les articles homonymes, voir Roux.
Pas d'image ? Cliquez ici

a Compétitions nationales et continentales officielles uniquement.

b Matchs officiels uniquement.
Wessel Gerhardus Roux (né le 18 octobre 1976, à Bothaville (Afrique du Sud)) est un joueur de rugby à XV sud-africain. Évoluant au poste de pilier gauche, il compte trois sélections avec l'équipe d'Afrique du Sud, toutes en 2002. Il fait l'essentiel de sa carrière dans son pays, jouant en Super 12 avec la franchise des Bulls (d'abord sous le nom des Northern Bulls puis les Bulls) avant de rejoindre la France, jouant avec le Rugby club toulonnais puis Bourgoin-Jallieu.

## Carrière

### En province
- 1996-1998: Blue Bulls (-21 ans en 1996, Super 12 en 1997, Currie Cup en 1998)
- 1999-2000 : Falcons (Réserviste en 1999 puis Currie Cup)
- 2001-2007 : Blue Bulls (Currie Cup)

### En franchise
- 1998 : Northern Bulls (Super 12)
- 2002-2007 : Bulls (Super 12 puis Super 14 depuis 2006)

Il a disputé 11 matchs de Super 12 en 2005, 9 matchs de Super 14 en 2006 et 3 matchs de Super 14 en 2007.

### En club
- 2007-2008 : RC Toulon
- 2008-2009 : Bourgoin-Jallieu

### En équipe nationale
Il a honoré sa première cape internationale en équipe d'Afrique du Sud le 9 novembre 2002 contre l'équipe de France, et sa dernière le 23 novembre de la même année contre l'équipe d'Angleterre.

## Palmarès

### En club
- Champion de France de Pro D2 : 2008

### En province
- Vainqueur de la Currie Cup en 1998, 2002, 2003, 2004 et 2006 avec les Blue Bulls

### En franchise
- Vainqueur du Super 14 : 2007 avec les Bulls

### En équipe nationale
- 3 sélections en équipe d'Afrique du Sud en 2002